# قانا (جلیل)

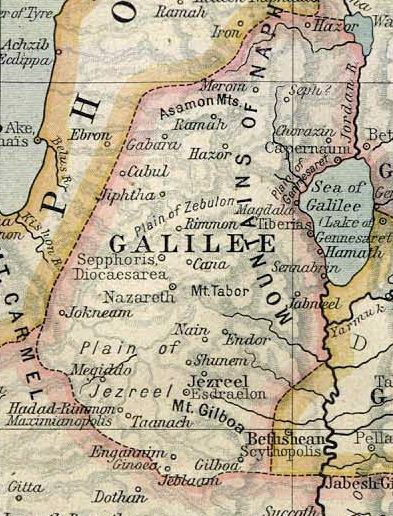
نقشه جلیل باستانی در اطلس تاریخی سفارد؛ قانا در میانه تصویر

قانا (یونانی باستان: Κανὰ τῆς Γαλιλαίας، عربی: قانا الجلیل، آوانگاری: Qana al-Jalil) مکانی در جلیل بود که در آن مطابق انجیل یوحنا معجزه تبدیل آب به شراب در مراسم ازدواج رخ داد.
بین مکان کنونی قانا اختلاف نظر وجود دارد و گمان می‌رود آن در یکی از چهار منطقه کفر کنا، خربه قانا و رینه در الجلیل پایین و قانا در الجلیل بالا باشد. نام قانا احتمالاً از واژه عبری یا آرامی برای نیزار ریشه گرفته‌است.